# 田原バイパス (愛知県)

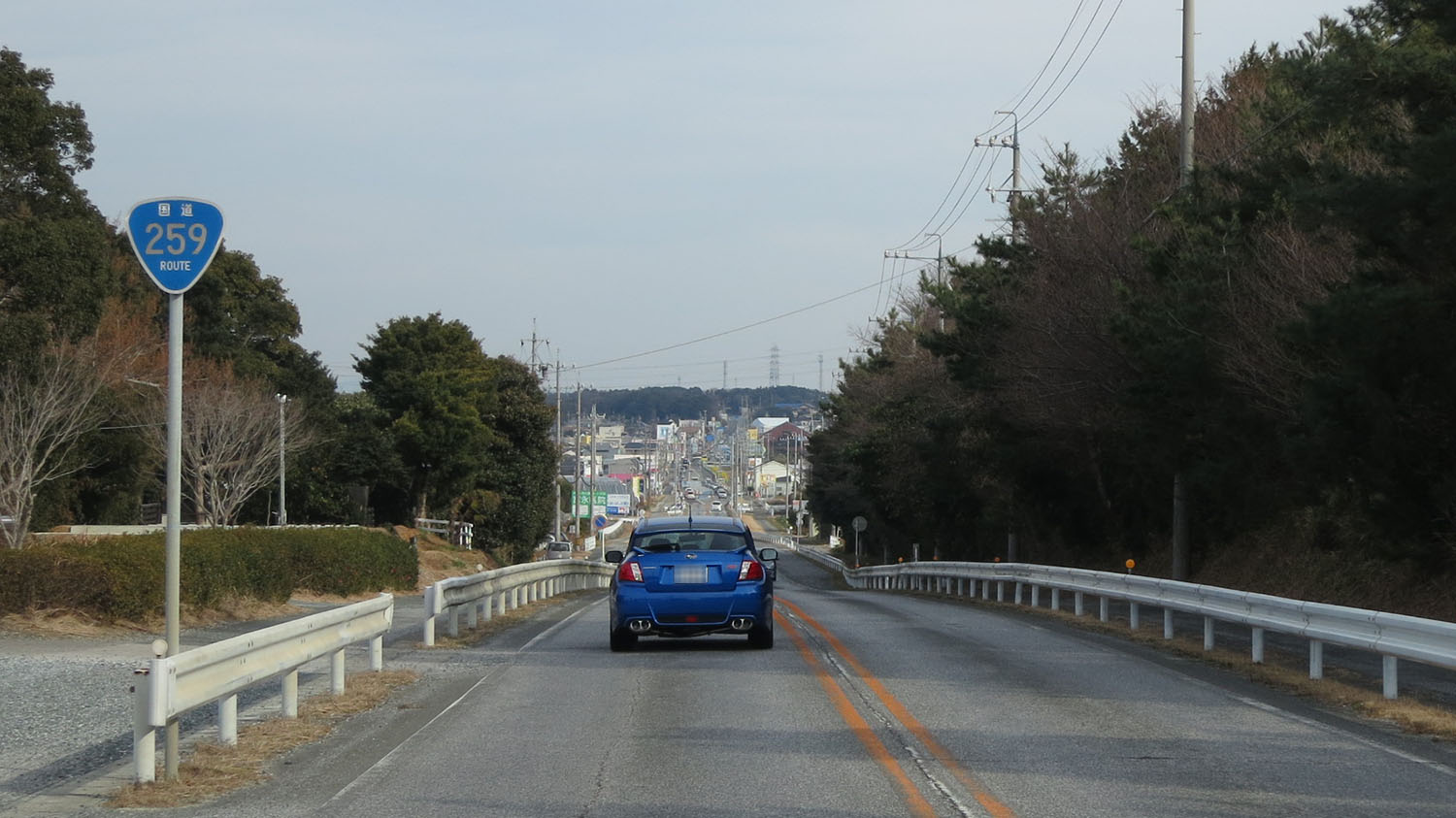
田原バイパス
愛知県田原市加治町沢

田原バイパス（たはらバイパス）は、愛知県田原市大久保町から同市谷熊町まで至る国道259号のバイパス道路である。

## 概要
通勤時間帯や観光シーズン時の田原市中心部の渋滞を解消することを目的として計画、整備された。

### 路線データ
- 起点：愛知県田原市大久保町
- 終点：愛知県田原市谷熊町
- 全長：7.320km[1]
- 車線数：2車線

## 歴史
- 1964年（昭和39年）：都市計画決定。
- 1970年（昭和45年）：都市計画変更。
- 1971年（昭和46年）：事業化、用地買収開始。
- 1974年（昭和49年）：工事開始[2]。
- 1983年（昭和58年）：大久保南交差点 - 郷仲交差点供用（暫定2車線）。
- 1998年（平成10年）：郷仲 - 豊島東交差点供用（暫定2車線）[1]。
- 2007年（平成19年）3月24日：大久保西 - 大久保南交差点供用に伴い全線開通[3]。

## 主な接続道路
- 愛知県道28号田原赤羽根線 （大久保西交差点間で重複）
- 愛知県道413号六連三河田原停車場線 （東赤石 - 郷中交差点間で重複）
- 愛知県道397号城下田原線（豊島北交差点）

## 接続するバイパス
- 植田バイパス（豊橋市予定）